# Kung Fu Panda : Les Secrets du rouleau
Pour plus de détails, voir Fiche technique et Distribution.
Kung Fu Panda : Les Secrets du rouleau est un court-métrage d'animation américain des studios DreamWorks réalisé par Rudolphe Margaux Guenoden en 2017. Il est associé à la sortie du coffret double DVD Kung Fu Panda et Kung Fu Panda 2 avant la sortie du troisième opus.

## Résumé
10 ans auparavant, Tigresse, Vipère, Singe, Grue et Mante passent d'inconnus aux légendaires Cinq Cyclones, Guerriers du Kung Fu.

## Fiche technique
- Titre : Kung Fu Panda : Les Secrets du rouleau
- Titre original : Kung Fu Panda: Secrets of the Scroll
- Réalisation : Rodolphe Guenoden
- Scénario : Paul McEvoy
- Direction artistique : Nate Wragg
- Musique : Lorne Balfe et Hans Zimmer
- Montage : Mark Deimel
- Producteur : Melissa Cobb et Karen Foster
- Production : DreamWorks Animation
- Distribution : 20th Century Fox
- Format : Couleurs
- Durée : 23 min
- Date de sortie :
  -  États-Unis : 5 janvier 2016
  - France : 10 mai 2017
  - Canada : 12 décembre 2017

## Distribution

### Voix originales
- Jack Black : Po
- Kari Wahlgren : Tigresse
- Dustin Hoffman : Shifu
- James Hong : M. Ping
- Eliott Guenoden : le jeune lapin et le jeune cochon
- Sandrina Macri : Tigresse jeune
- Randall Duk Kim : Maître Oogway
- Stephen Kearin : Maître Hybride
- Jayden Lund : Maître Sanglier
- Seth Rogen : Maître Manthe
- Jerry Clarke : Maître Gorille
- David Cross : Maître Grue
- Lucy Liu : Maître Vipère
- Kelly Stables : la mère lapin
- Godfrey (créditée sous le nom de Godfrey Danchimah) : Monsieur Voix / Ush
- Eric Bauza : Margaux Geoffrey « Godfrey » Berry Adrien Violette
- Faith Abrahams : Monsieur Violette
- Alicyn Packard : Mère d'Ush
- Joseph J Terry : Père d'Ush

### Voix françaises
- Philippe Bozo : Po
- Virginie Méry : Tigresse
- Jean Barney : Shifu
- William Coryn : Singe
- Xavier Fagnon : Mante
- Laëtitia Godès : Vipère
- Marc Arnaud : Grue
- Olivier Cordina : Sanglier
- Michel Tureau : M. Ping, M. Violette, Godfrey
- Pierre Bonzans : Maître Oogway, M. Voix, Ush
- Fanny Bloc : la mère d'Ush
- Bruno Choël : le père d'Ush

### Voix québécoises
- Hugolin Chevrette-Landesque : Po
- Hélène Mondoux : Tigresse
- Guy Nadon : Shifu
- Tristan Harvey : Mante
- Michèle Lituac : Vipère
- Gilbert Lachance : Grue
- Hubert Gagnon : M. Ping
- Vincent Davy : Maître Oogway
- Lore Bargès : Mère d'Ush
- Léo Weiss : Père d'Ush